# هنري كلارك (سياسي)
هنري كلارك (بالإنجليزية: Henry Clarke)‏ هو سياسي أسترالي، ولد في 22 يونيو 1822، وتوفي في 22 نوفمبر 1907. انتخب عضو الجمعية التشريعية نيو ساوث ويلز.